# イワヒバリ

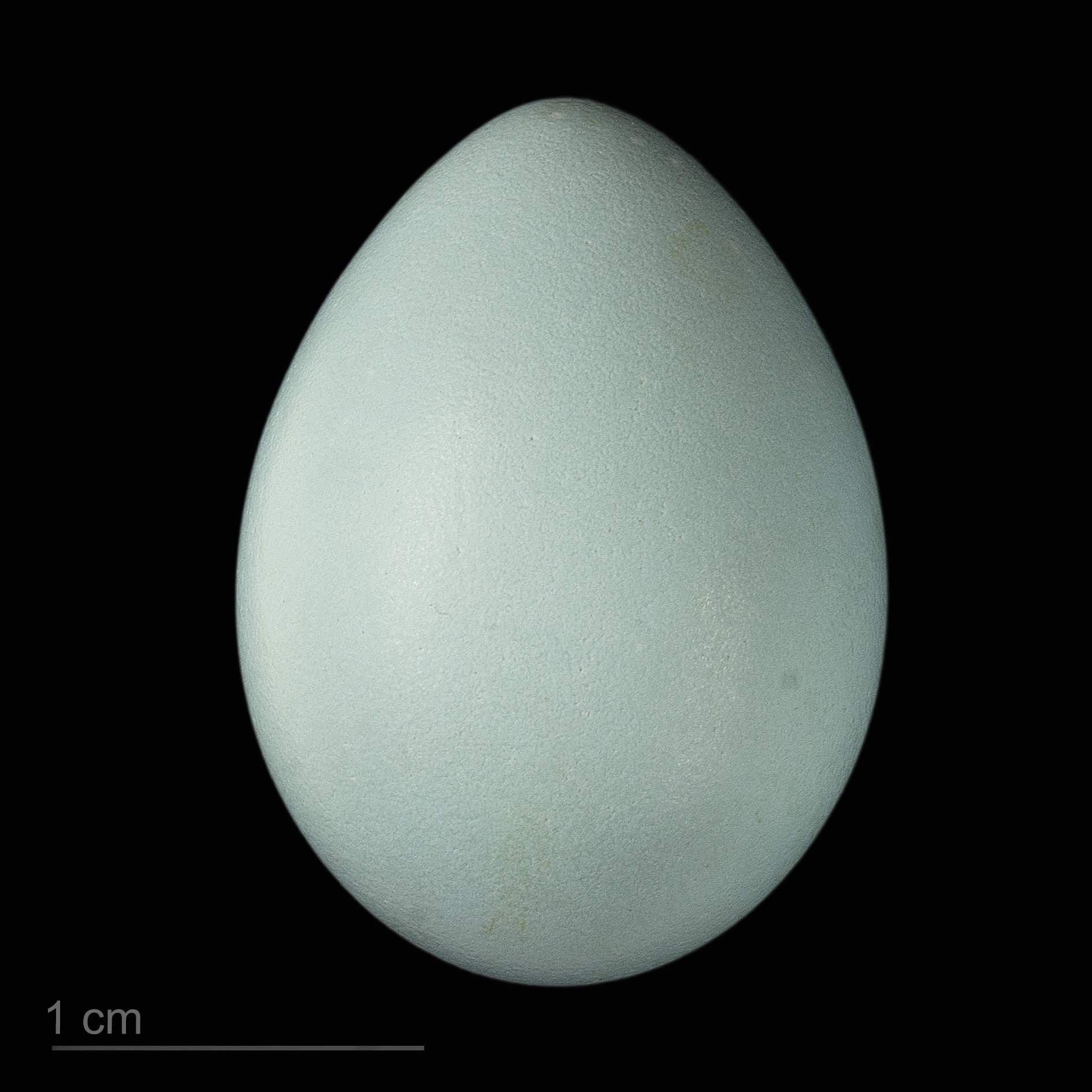
Prunella collaris collaris

イワヒバリ（岩雲雀、岩鸐、学名：Prunella collaris）は、スズメ目イワヒバリ科イワヒバリ属に分類される鳥類の一種である。学名は Prunella が「褐色の小鳥」、collaris が「首に特徴」を意味する。

## 分布
アゼルバイジャン、アフガニスタン、アルジェリア、アルバニア、アルメニア、アンドラ、イギリス（ジブラルタル）、イスラエル、イタリア、イラク、イラン、インド、ウクライナ、ウズベキスタン、オーストリア、カザフスタン、ギリシャ、キルギス、クロアチア、スイス、ジョージア、スペイン、スロバキア、スロベニア、セルビア、韓国、タジキスタン、チェコ、中国、チュニジア、北朝鮮、ドイツ、トルクメニスタン、トルコ、日本、ネパール、パキスタン、ハンガリー、ブータン、フランス、ブルガリア、ボスニア・ヘルツェゴビナ、ポーランド、ポルトガル、マケドニア共和国、ミャンマー、モロッコ、モンゴル、モンテネグロ、リヒテンシュタイン、ルーマニア、ロシア
冬季には南下したり、標高の低い場所へ移動する。日本では北海道と本州中部以北に亜種イワヒバリが周年生息する（留鳥）。
繁殖地では岩場や残雪、草地などを歩き回る。樹木に止まることはあまりない。

## 形態
全長18cm。体重32-46g。上半身の羽毛は灰色。咽頭部には白い斑点が入る。下半身の羽毛は赤褐色。翼の羽毛は黒褐色で雨覆の先端部の羽毛が白く、静止時には白い2対の縞模様に見える。雌雄同色である。

## 亜種
7亜種に分類される。
- Prunella collaris collaris　(Scopoli, 1769)
- Prunella collaris erythropygia　　イワヒバリ - 等

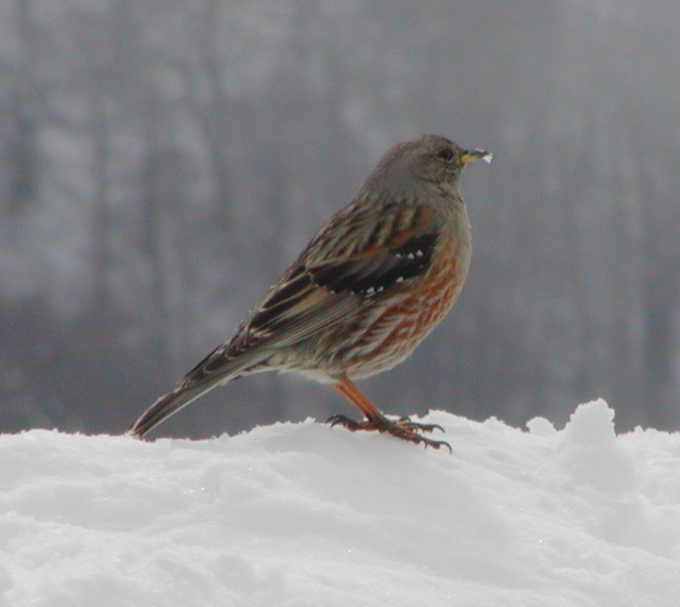
イワヒバリ Prunella collaris

## 生態
高山帯、高木限界より標高の高いハイマツ林や岩場に生息する。非繁殖期には小群を形成することが多い。
食性は雑食で、夏季は昆虫類や節足動物、冬季は種子等を食べる。
繁殖形態は卵生で、岩の隙間に枯草や苔等を組み合わせたお椀状の巣を作り日本では6-7月に1回に3-4個の水色の卵を産む。多夫多妻制で、繁殖期になるとオスとメスそれぞれ数羽からなる小規模な群れを形成し、群れの中で複数の異性と交尾を行う。鳥類には珍しく雌が求愛行動を行う。雌雄とも抱卵を行い、抱卵期間は15日程。雛は約16日で巣立ちする。
繁殖期には雄は、「チョッチョッチリリリ」と繰り返しながら岩角でさえずり、時折さえずり飛翔を行う。

## 人間との関係
警戒心が低いのか人の近くにも寄ってくる。また山小屋から出る残飯を食べることもある。

## 画像

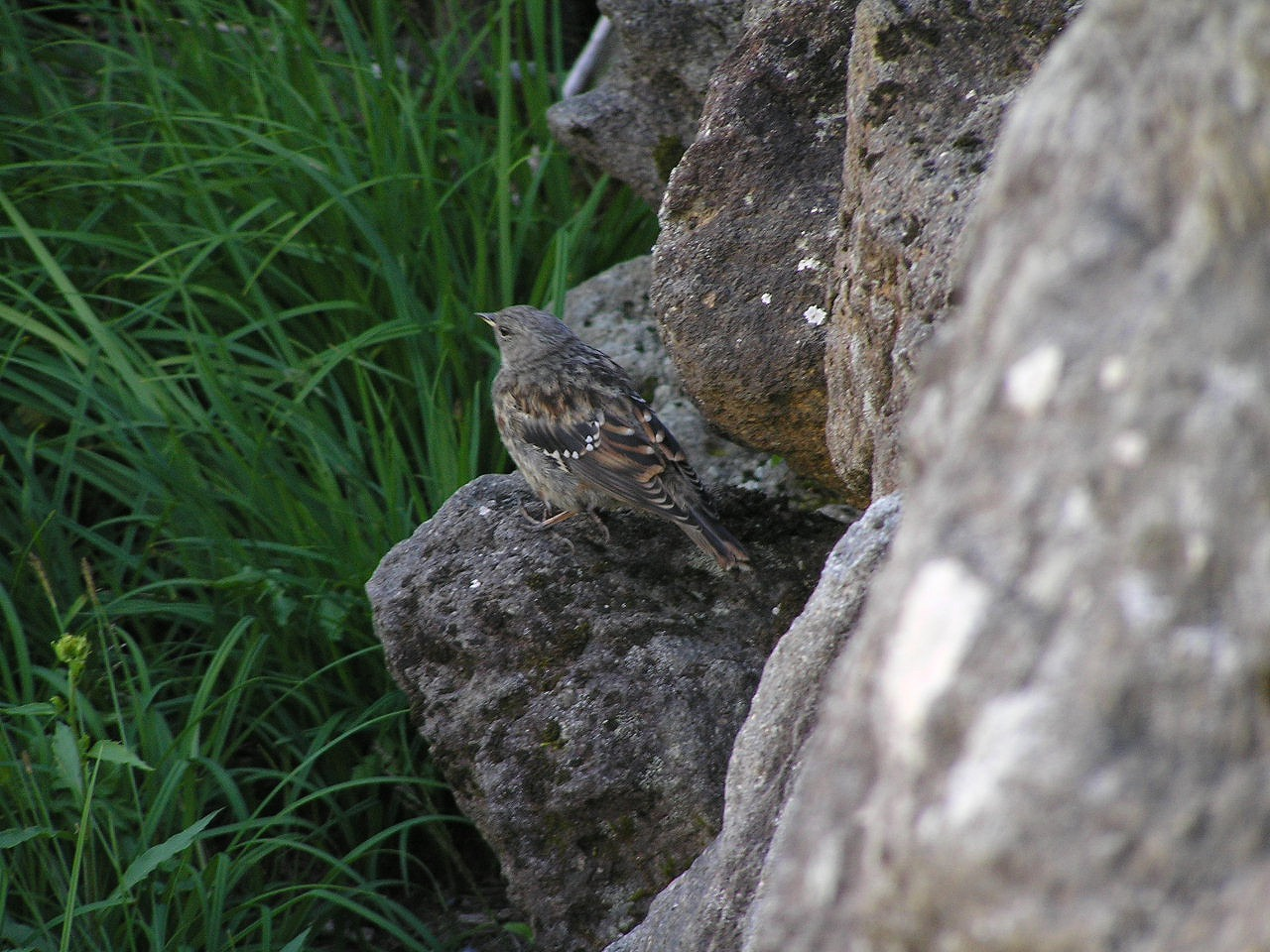
乗鞍岳肩の小屋にて